# Въведение Богородично (Средорек)
Вижте пояснителната страница за други значения на Свети Илия.
„Въведение Богородично“ (на македонска литературна норма: „Воведение Богородично“) е православна възрожденска църква в прилепското село Средорек, Република Македония. Църквата е под управлението на Преспанско-Пелагонийската епархия на Македонската православна църква.
Църквата е гробищен храм, разположен северно от селото. На западната страна има камбанария, а на изток полукръгла апсида. В интериора има запазени оригинални стенописи и красив възрожденски триредов иконостас.